# キリング・ショット
『キリング・ショット』（原題 :Catch.44）は、2011年製作のアメリカ合衆国のサスペンス映画。日本ではR15+指定。
インディペンデント系映画であるが、ブルース・ウィリスが脚本に惚れこんで出演を決めた。

## あらすじ
舞台はラスベガス。麻薬の女売人であるテス、カラ、ドーンの3人は、犯罪組織のボス・メルから自分のシマを荒らしている者を暴けという命を受けて、取引が行われる予定のダイナーに向かう。
しかし、途中でおせっかいな警官につきまとわれたうえ、ダイナーではすぐに片付くという甘い判断から、銃撃戦に発展してしまう。1人生き残ったテスの前にテスらを殺すためにメルに雇われたビリーが現れる。メルは前回の大きな仕事を失敗したテスたちを許さなかったのである。銃を向け合うテスとビリーの前に、警官のフリをしたロニーが現れる。ロニーはビリーがメルからもらった金を奪ってテスと逃げるつもりだと言うが、テスは信じられない。テス、ビリー、ロニーの3人は三すくみとなって事態は膠着するが、ロニーに決断を迫られたテスが発砲したことで状況が変わる。
ダイナーにメルが現れる。そこにはテスらの死体と瀕死の状態にあるロニーがいた。メルはロニーの裏切りを責めて射殺する。ダイナーを出て行こうとするメルを、死んだフリをしていたテスが撃ち殺す。ダイナーの外で待っていたメルの運転手を脅して車を奪ったテスは、ビリーに支払われる予定だった金を積んだまま、その場を後にする。

## キャスト
テス
演 - マリン・アッカーマン、日本語吹替 - 林真里花
麻薬の売人。
ドーン
演 - デボラ・アン・ウォール、日本語吹替 - 坂井恭子
テスの仲間。
カラ
演 - ニッキー・リード、日本語吹替 - 合田絵利
テスの仲間。ドーンの父親違いの妹。
メル
演 - ブルース・ウィリス、日本語吹替 - 樋浦勉
犯罪組織のボス。
ロニー
演 - フォレスト・ウィテカー、日本語吹替 - 石住昭彦
メルの部下。テスをメルに引き合わせた「配達人」。テスを愛する。
ビリー
演 - シェー・ウィガム、日本語吹替 - 川原慶久
メルにテスらを殺すように雇われた男。
ジェシー
演 - ジミー・リー・ジュニア
トラック運転手。ダイナーの客。
コナーズ保安官
演 - ブラッド・ドゥーリフ、日本語吹替 - 真矢野靖人
地元の保安官。
フランシーヌ
演 - ジル・ストークスベリー
ダイナーの女主人。
エルモア保安官代理
演 - P・J・マーシャル、日本語吹替 - 間宮康弘
コナーズの部下。ロニーに殺され、なりすまされる。
デイビッド
演 - ダン・シルバー、日本語吹替 - 櫻井トオル
テスを商売女と間違えて声をかけたビジネスマン。
ブランドン
演 - マイケル・ローゼンバウム
ストリップクラブの客。ウェイトレスをしていたテスをしつこく口説こうとしてロニーに痛めつけられる。
デイヴォン
演 - エドリック・ブラウン
ブランドンの連れ。
ウェイトレス
演 - アイボリー・ドーチ、日本語吹替 - 伊藤春香
ストリップクラブのウェイトレス。